# DM Ashura
William "Bill" James Robert Shillito (nacido el 26 de marzo de 1986), más conocido como DM Ashura, es un artista de música electrónica y un compositor de varios juegos, incluidos Dance Dance Revolución y Pump It Up Pro.

## Biografía
Bill vivió en Queens durante 8 años y ahora reside en Atlanta, Georgia. Comenzó a tocar el piano a la edad de 2 años y componía alrededor de los 8 años. También ha tocado viola desde los 12 años. Se graduó de Georgia Tech en 2008 con un Bachelor of Science en Asuntos Internacionales y Lenguaje Moderno, específicamente japonés, pero también habla español. Comenzó a enseñar Matemáticas en 2009 y estaba trabajando para obtener una Maestría en Enseñanza. Ha publicado una serie de YouTube, "Introducción a las Matemáticas Superiores" y ha colaborado en un video TED animado sobre Operaciones Matriciales.
Bill crea su música bajo el nombre DM Ashura; el "DM" significa Digital Maestro, mientras que "Ashura" (deletreado 阿 修羅) es japonés para "demonio luchador". Ha realizado varios remixes (principalmente de juegos de música), particularmente "neoMAX" (un remix de la serie MAX), que obtuvo el primer lugar en Tournamix 4, un concurso dentro de DDR. También ha escrito varias canciones originales y es conocido en la comunidad de los juegos de ritmo por su trabajo.

## Trabajo en videojuegos
La música de DM Ashura ha sido recientemente licenciada para una serie de juegos de música:
Pistas en O2Jam (para PC)
- Euphorium
- GO!
- Astral

Las tres canciones se pueden encontrar en el servidor de Malasia. GO! se puede encontrar en el servidor japonés también.
Pistas en la revolución Flash Flash
- KlungKung 2004
- Temples aztecas (mezcla Techno-Titlan)
- AAA
- R3 (Omega Mix)
- Máquina Boss
- neoMAX
- Locura clásica
- MAX para siempre
- Z
- Psicosis
- Siete
- ¡IR!
- MaxX AttaxX *
- Danza de nutria (mezcla de Hotroot)

Pistas en la revolución Dance Dance ULTRAMIX 4 (para Xbox)
- ¡IR! (Mezcla de Mahalo)
- Celebrate nite

Pistas en la revolución Dance Dance Universo 3 (para Xbox 360)
- Tu ángel
- Rave hasta que la noche termine
- ΔMAX
- Después del shock

(3 de estos temas también se presentan en el lanzamiento de la versión Dance Dance Revolución X2, excluyendo a Rave hasta que la noche termine).
Pistas en Beatmania IIDX 16: Emperatriz
- neogénesis[7]

Pistas en Pump It Up Pro 2 (para Arcade)
- Allegro Con Fuoco
- Blanco caótico (vs Enoc)
- ¡IR! (EK Mix)
- Rave hasta que la noche termine
- Rave hasta que la noche termine (mezcla ciber trance)
- X-RaVE
- Z - la nueva leyenda - (versión larga)

Pistas en Pump It Up Fiesta EX (para Arcade)
- Rave hasta que la noche termine
- Allegro Con Fuoco
- X-RaVE

(Todas estas pistas se presentaron anteriormente en un juego derivado llamado Pump It Up Pro).
Pistas en Pump It Up infinito (para Arcade)
- Elise
- Ignis Fatuus
- Ángel caído
- Euphorium
- Z -La nueva leyenda
- Pi Rho Maniac

Pistas en Pump It Up prime (para Arcade)
- Allegro Piu Mosso
- Método aniquilador
- Mueve ese cuerpo!

Pistas en Pump It Up prime 2 (para Arcade)
- Allegro Furioso

DM Ashura primero consiguió sus pistas en DDR cuando ganó la competencia de música de Konami en www.broadjam.com. Su canción IR! fue seleccionado entre alrededor de 300 otras entradas. Los otros tres ganadores fueron Grandolin de Zerofuser, Race Against Time de Jeff Steinman y There's a Rhythm de Dig Bear com Kat Blu.

## Discografía
El primer álbum de DM Ashura, Maestro Digital, fue lanzado en mayo de 2007 en Anime Central. Dos de las pistas, "Snowblind" y "Nautilus", cuentan con el guitarrista Ricky Graham.
Además, "Celebrate Nite" se puede encontrar en Ultramix 4 V-Rare 11 de Konami, así como en "Cusimo & Co. Extended Mix" en Supernova/Ultramix 4 Combo V-Rare 10.